# Галісанчо
Галісанчо (ісп. Galisancho) — муніципалітет в Іспанії, у складі автономної спільноти Кастилія-і-Леон, у провінції Саламанка. Населення — 435 осіб (2010).
Муніципалітет розташований на відстані близько 160 км на захід від Мадрида, 26 км на південь від Саламанки.
На території муніципалітету розташовані такі населені пункти: (дані про населення за 2010 рік)
- Кармельдо: 5 осіб
- Картала: 1 особа
- Галісанчо: 93 особи
- Санта-Інес: 109 осіб
- Санта-Тереса: 227 осіб

## Демографія
Динаміка населення (INE ):

## Зовнішні посилання
- Провінційна рада Саламанки: індекс муніципалітетів [Архівовано 23 квітня 2009 у Wayback Machine.]
- Посилання на Google Maps